# Eremomela emmascarada
L'eremomela emmascarada (Eremomela canescens) és una espècie d'ocell passeriforme que pertany a la família Cisticolidae originària de l'Àfrica tropical. És un petit ocell sedentari que viu a l'Àfrica central i oriental, en una franja que va des del Camerun fins a Kenya i Etiòpia. L'hàbitat natural són els boscos oberts.
Es reconeixen quatre subespècies:
- E. c. canescens (Antinori, O 1864) - República Centreafricana al Txad, sud del Sudan, Uganda i Kenya.
- E. c. elegans (Heuglin, MT 1864) - Sudan (Darfur i Kordufan fins a Sennar).
- E. c. abyssinica (Bannerman, DA 1911) - Eritrea a Etiòpia i Sudan.
- E. c. elgonensis (Van Someren, VGL 1920) - des del Mont Elgon fins al sud de Nandi Hills (Kenya)